# ソビエト連邦への郷愁

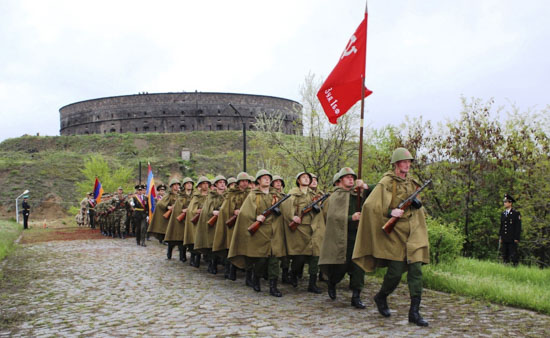
2018年5月9日、ナチス・ドイツに対するソビエトの勝利を祝うアルメニア人

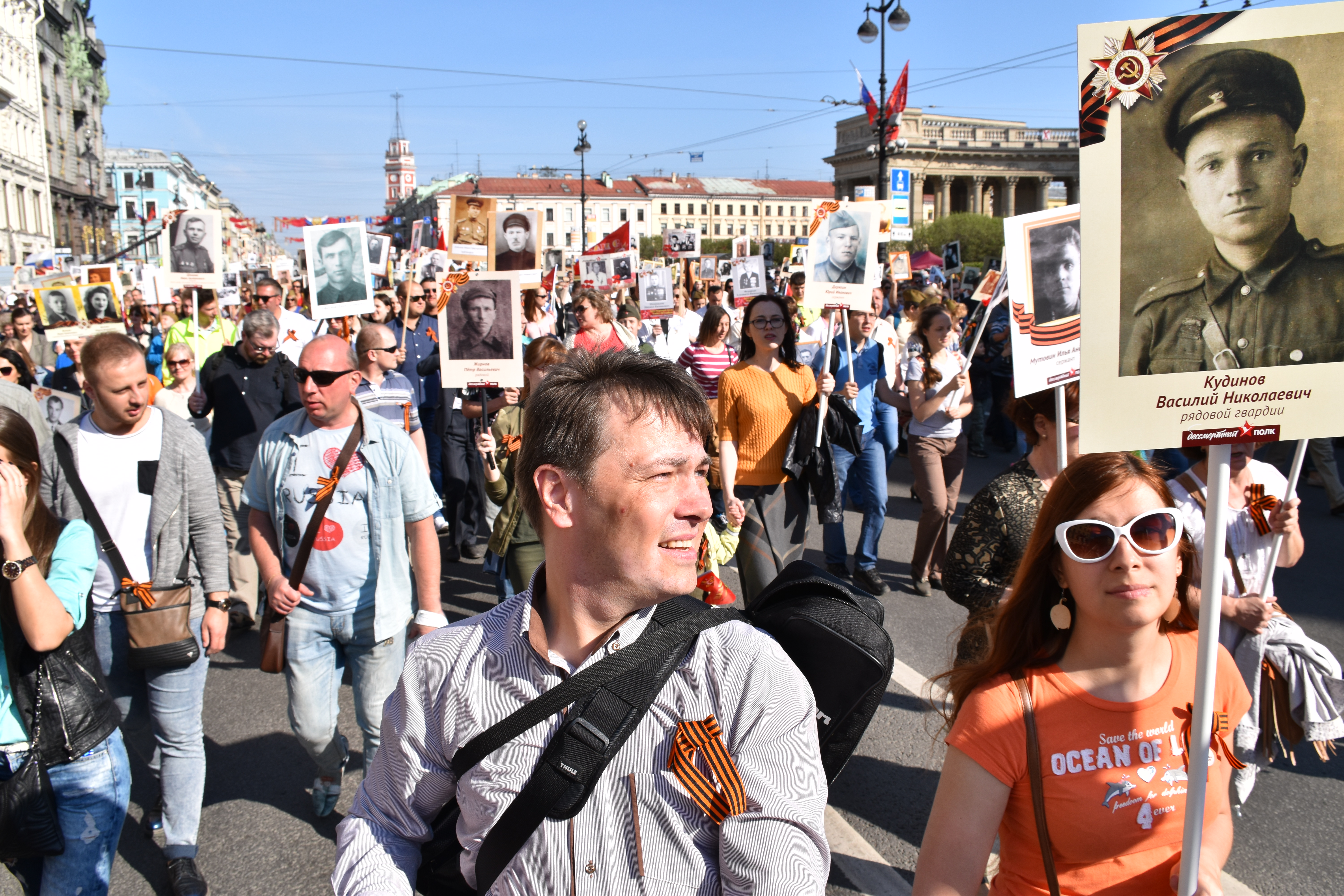
「大祖国戦争」で戦った先祖の肖像画を持った不滅の連隊のサンクトペテルブルクの人々。

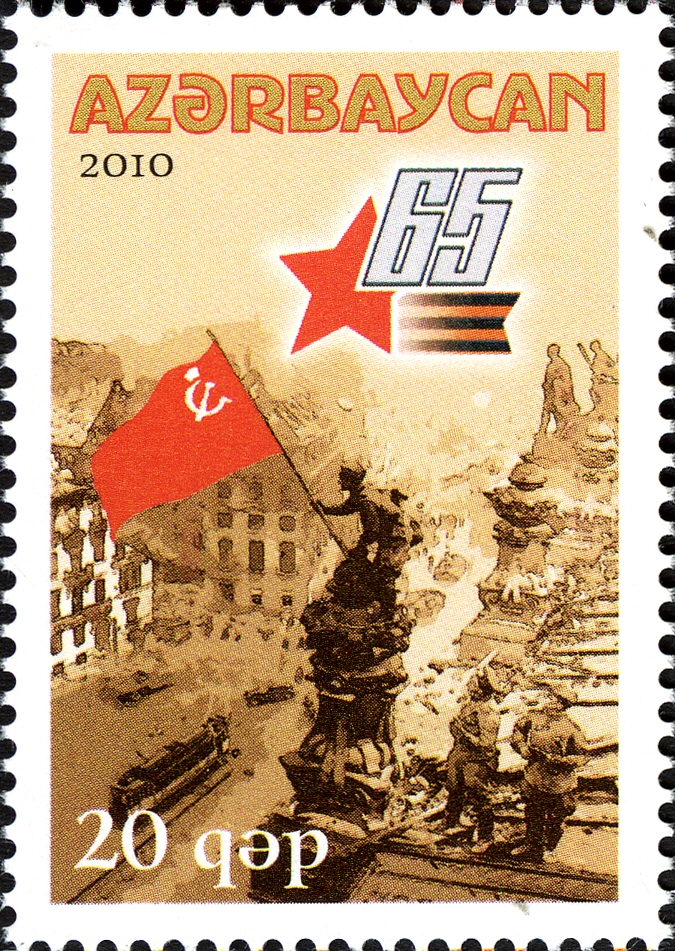
アゼルバイジャンの切手。2010年、ヨーロッパでのソビエトの勝利の65周年を記念して発行された。

ソビエト連邦への郷愁（ソビエトれんぽうへのきょうしゅう、露: ностальгия по СССР）またはソビエト・ノスタルジアは、ソビエト連邦時代（1922年 - 1991年）の、第二次世界大戦に勝利して超大国となった国際的影響力や国内での政治、社会、文化、または単にその美学を懐かしむ社会現象である。ソ連崩壊後、このようなノスタルジーは、ソ連領土の大半を継承したロシア連邦やその他の親ロシア的な旧ソ連諸国の人々、ソ連で生まれて長い間外国に住んでいた人々、さらには世界各地の共産主義者やソ連シンパの間で発生している。過酷な大粛清を行ったソ連の独裁者ヨシフ・スターリンへの再評価も含まれる。
2004年には、ロシアでテレビチャンネル「ノスタルギヤ」が開局した。そのロゴには、ソビエト連邦の国旗にあったハンマーと鎌をイメージした様式が使われている。

## 世論調査

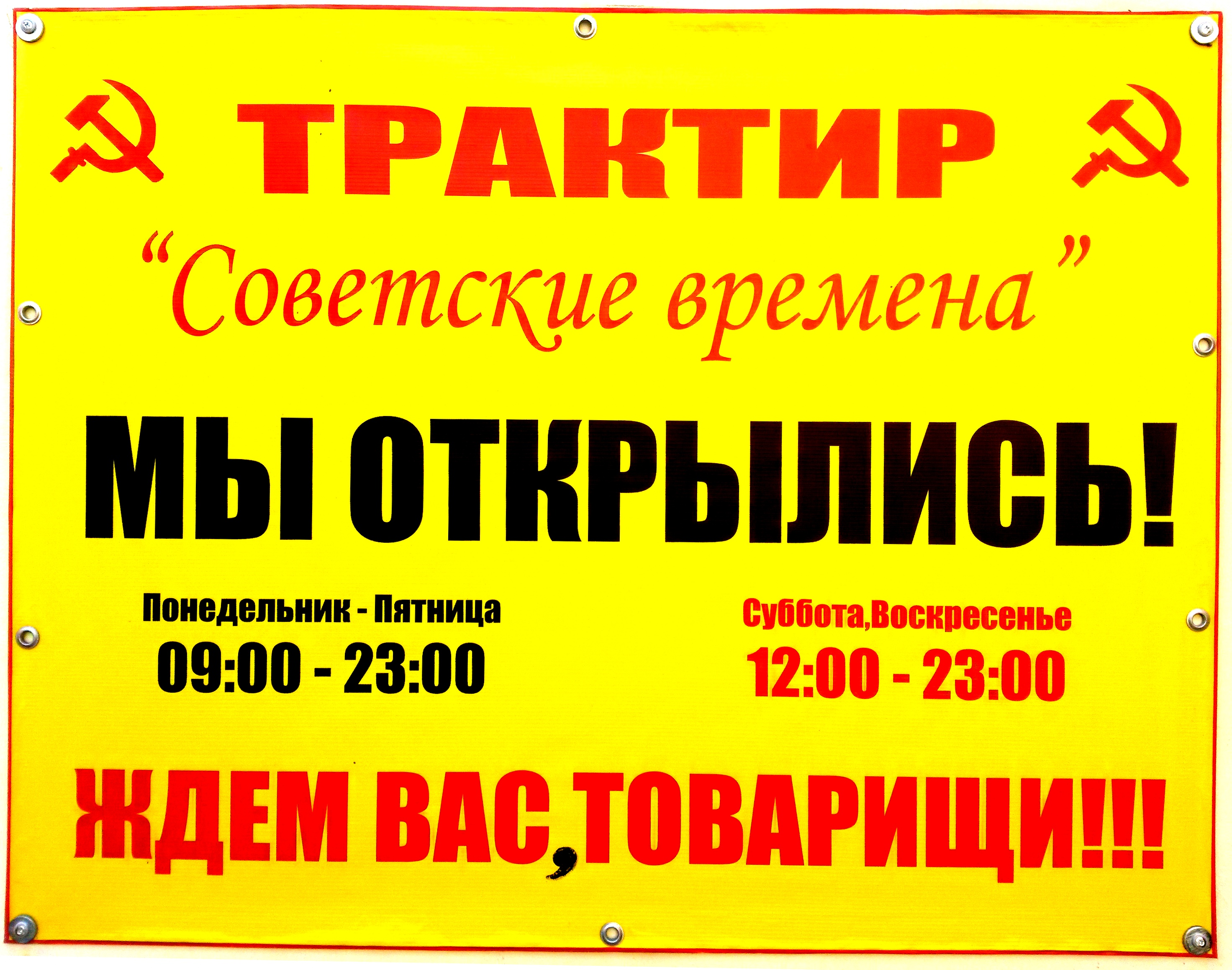
モスクワのパブ「ソビエト・タイムズ」のウォール広告

ソ連と東欧社会主義ブロックが崩壊して以来、レバダセンターが毎年行っている世論調査では、ロシア国民の50％以上がその崩壊を嘆いており、唯一の例外はソ連への支持が50％を下回った2012年の年であった。2018年の世論調査では、ロシア人の66％がソ連の崩壊を後悔しており、15年ぶりに記録を更新したが、この後悔の意見の大半は55歳以上の高齢者によるものであった。
アルメニアでは「ソ連の崩壊が良かった」と答えた人は12％、悪かったと答えた人は66％であった。キルギスでは「ソ連の崩壊は良かった」と答えた人は16％、「悪かった」と答えた人は61％であった。カーネギー国際平和基金が2012年に実施した調査では、アルメニア人の38％が「自国にはスターリンのような指導者が常に必要である」と回答している。
2018年に実施された世論調査ではソ連崩壊を「残念」と答えたロシア人の割合は2017年より8ポイント多い66％だった。60%以上となったのは9年ぶりであり、1990年代の経済危機の影響が色濃く残っていた2004年（68%）以降で最も高かった。2019年に実施された世論調査では、ロシア人の59％がソ連政府は「普通の人々を大切にしていた」と答えた。
2020年に行われた世論調査では、ロシア人の75％がソ連時代は国の歴史の中で「最も偉大な時代」だったと答えた。

## 理由
世論調査によると、旧ソ連で最も惜しまれているのは、経済的に安定していた共有の経済システムであった。ソ連・東欧圏崩壊後の新自由主義的な経済改革により、一般の人々の生活水準は厳しくなった。民営化に伴う政策により、国の経済は新たに設立されたビジネスオリガルヒの手に落ちることになった。多くの人々は、1990年代に経験したことに屈辱と裏切りを感じ、この騒動を西欧諸国からの助言のせいにした。
共産主義後の東ヨーロッパの研究者であるクリステン・ゴドシーは次のように述べている。

社会的、政治的、経済的な大きな変化によって、日常生活のありふれた側面がどのように影響を受けたかを検証することによってのみ、集団で想像したより平等な過去への欲求を理解することができます。誰も20世紀の全体主義を復活させたいとは思っていません。しかし共産主義へのノスタルジアは、普通の男女が、今日の議会制民主主義や新資本主義の欠点への失望を表明するための共通言語となっている。

2016年11月にレバダセンターが行った世論調査によると、国民が主にソ連を懐かしむ理由は、15の共和国の共同経済システムが破壊されたこと（53％）、大国に属しているという感覚が失われたこと（43％）、相互不信や残酷さが増したこと（31％）、ソ連のどこにいても自分の家だという感覚が失われたこと （30％）、友人・親戚とのつながりが失われたこと（28％）などが挙げられている。レバダセンターの社会学者カリーナ・ピピヤは、2018年の世論調査では、威信や国民性の喪失とは対照的に、経済的要因がソ連へのノスタルジーの高まりに最も大きな役割を果たしたとし、ロシア人の強い多数が 「かつてはもっと社会的正義があり、政府が国民のために働き、市民への配慮や父性的な期待の面で優れていたことを後悔している 」と指摘している。2019年6月のレバダセンターの世論調査では、ロシア人の59％が、ソ連政府が「普通の人々を大切にしていた」と感じていた。スターリンの好感度も同年春に過去最高を記録した。
2021年、ロシア連邦大統領ウラジーミル・プーチンはソ連崩壊を「20世紀最大の地政学的悲劇」と発言した。
ロシア国内でソ連やスターリンへの評価が高まっているのはプーチン政権による愛国主義教育・宣伝の影響を受けているが、レバダセンターの2019年調査ではソ連時代の体制への肯定的評価の割合（54％）は現体制への肯定的評価（42％）を上回り、経済格差や不十分な社会保障にロシア国民が強い不満を抱いていることも理由となっている。

## 参考資料
- Satter, D. It Was a Long Time Ago and It Never Happened Anyway: Russia and the Communist Past. Yale University Press. New Haven, 2012. ISBN 0300111452ISBN 0300111452.
- Boffa, G. "From the USSR to Russia. History of unfinished crisis. 1964—1994"
- Mydans, S. 20 Years After Soviet Fall, Some Look Back Longingly. New York Times. August 18, 2011
- Weir, F. Why nearly 60 percent of Russians 'deeply regret' the USSR's demise. The Christian Science Monitor. December 23, 2009.
- Houslohner, A. Young Russians never knew the Soviet Union, but they hope to recapture days of its empire. Washington Post. June 10, 2014
- Weir, F. Maybe the Soviets weren't so bad? Russian nostalgia for USSR on the rise. The Christian Science Monitor. January 29, 2016.
- Communist nostalgia in Eastern Europe: longing for the past. openDemocracy. November 10, 2015
- Ghodsee, Kristen R. Red Hangover: Legacies of Twentieth-Century Communism. Duke University Press, 2017. ISBN 978-0822369493ISBN 978-0822369493.

### ヨーロッパの共産主義ノスタルジー
- PRL ノスタルギア（英語版） - 旧ポーランド人民共和国
- ユーゴノスタルギヤ - 旧ユーゴスラビア社会主義連邦共和国
- オスタルギー - 旧ドイツ民主共和国

### ニュース
- Blundy, A. Nostalgia for the Soviet Era Sweeps the Internet. Newsweek. July 30, 2014.
- Pippenger, N. Why Are So Many Russians Nostalgic For The USSR? New Republic. August 19, 2011.
- In Russia, nostalgia for Soviet Union and positive feelings about Stalin. Pew Research Center. June 29, 2017.
- Russian Support for Stalin Surges to Record High, Poll Says. Bloomberg. April 16, 2019.

### ウェブサイト
- Project "Encyclopedia of our childhood", Soviet Union through the eyes of contemporaries
- Museum "20th century". Recollections about the Soviet epoch
- livejournal:
  - 3a_cccp – "For our Soviet Motherland!"
  - ussr_ru – "USSR (all about the 1922—1991 epoch)"
  - vospominanija – "What always is nice to remember..."
  - cccp_foto – "1922 – 1991: USSR in photos"
- Soviet cards and posters
- USSR in scale, a website commemorated to a private collection of Soviet technology and vehicles in the scale 1:43
- In Barnaul, a store called "Sovietsky" was opened (photo)
- Soviet heritage: between zoo, reservation and sanctuary (about "Soviet epoch parks") // Новая Эўропа – DELFI, 11 сентября 2013